# 庆云泰山行宫
庆云泰山行宫，位于中国河北省沧州市庆云镇西关村，为沧州市盐山县的一个省级文物保护单位，类型为古建筑，公布时间为1993年7月15日。
庆云泰山行宫的历史年代为明代。